# Tokura Ken
Tokura Ken (都倉 賢 Tokura Ken, sinh ngày 16 tháng 6 năm 1986 ở Shibuya, Tokyo) là một cầu thủ bóng đá người Nhật Bản.

## Sự nghiệp
Ngày 30 tháng 6 năm 2012, Tokura ghi bàn từ khoảng cách xa ngoài khu vực cấm địa và ăn mừng bàn thắng theo "phong cách Mario Balotelli", giống với cách ăn mừng mà Balotelli làm với bàn thắng thứ hai vào lưới Đức ở Bán kết Euro 2012. Sau đó anh bị trọng tài phạt một thẻ vàng.

## Thống kê sự nghiệp
Cập nhật đến ngày 23 tháng 2 năm 2018
| Thành tích câu lạc bộ | Thành tích câu lạc bộ      | Thành tích câu lạc bộ | Giải vô địch | Giải vô địch | Cúp                   | Cúp                   | Cúp Liên đoàn | Cúp Liên đoàn | Châu lục | Châu lục  | Tổng cộng | Tổng cộng |
| Mùa giải              | Câu lạc bộ                 | Giải vô địch          | Số trận      | Bàn thắng    | Số trận               | Bàn thắng             | Số trận       | Bàn thắng     | Số trận  | Bàn thắng | Số trận   | Bàn thắng |
| Nhật Bản              | Nhật Bản                   | Nhật Bản              | Giải vô địch | Giải vô địch | Cúp Hoàng đế Nhật Bản | Cúp Hoàng đế Nhật Bản | Cúp Liên đoàn | Cúp Liên đoàn | AFC      | AFC       | Tổng cộng | Tổng cộng |
| --------------------- | -------------------------- | --------------------- | ------------ | ------------ | --------------------- | --------------------- | ------------- | ------------- | -------- | --------- | --------- | --------- |
| 2005                  | Kawasaki Frontale          | J1 League             | 3            | 0            | 0                     | 0                     | 1             | 0             | -        | -         | 4         | 0         |
| 2006                  | Kawasaki Frontale          | J1 League             | 0            | 0            | 0                     | 0                     | 0             | 0             | -        | -         | 0         | 0         |
| 2007                  | Kawasaki Frontale          | J1 League             | 2            | 0            | 0                     | 0                     | 0             | 0             | 0        | 0         | 2         | 0         |
| 2008                  | Kawasaki Frontale          | J1 League             | 1            | 0            | -                     | -                     | 0             | 0             | -        | -         | 1         | 0         |
| 2008                  | Thespa Kusatsu             | J2 League             | 14           | 3            | 1                     | 0                     | -             | -             | -        | -         | 15        | 3         |
| 2009                  | Thespa Kusatsu             | J2 League             | 43           | 23           | 2                     | 2                     | -             | -             | -        | -         | 45        | 25        |
| 2010                  | Vissel Kobe                | J1 League             | 19           | 4            | 2                     | 0                     | 5             | 1             | -        | -         | 26        | 5         |
| 2011                  | Vissel Kobe                | J1 League             | 14           | 2            | 0                     | 0                     | 1             | 0             | -        | -         | 15        | 2         |
| 2012                  | Vissel Kobe                | J1 League             | 25           | 6            | 1                     | 0                     | 4             | 0             | -        | -         | 30        | 6         |
| 2013                  | Vissel Kobe                | J2 League             | 23           | 2            | 1                     | 0                     | -             | -             | -        | -         | 24        | 2         |
| 2014                  | Hokkaido Consadole Sapporo | J2 League             | 37           | 14           | 1                     | 1                     | -             | -             | -        | -         | 38        | 15        |
| 2015                  | Hokkaido Consadole Sapporo | J2 League             | 34           | 13           | 0                     | 0                     | -             | -             | -        | -         | 34        | 13        |
| 2016                  | Hokkaido Consadole Sapporo | J2 League             | 40           | 19           | 1                     | 1                     | -             | -             | -        | -         | 41        | 20        |
| 2017                  | Hokkaido Consadole Sapporo | J1 League             | 30           | 9            | 0                     | 0                     | 5             | 1             | -        | -         | 35        | 10        |
| Tổng cộng sự nghiệp   | Tổng cộng sự nghiệp        | Tổng cộng sự nghiệp   | 285          | 95           | 9                     | 4                     | 16            | 2             | 0        | 0         | 310       | 101       |